# Семірадз (Любуське воєводство)
Семірадз (пол. Siemiradz) — село в Польщі, у гміні Тшебель Жарського повіту Любуського воєводства.
У 1975-1998 роках село належало до Зеленогурського воєводства.